# فروو (شهر اتریش)
فروو (به آلمانی: Vorau) یک منطقهٔ مسکونی در اتریش است که در هارتبرگ فورستنفلد واقع شده‌است. فروو ۴٫۷۱ کیلومتر مربع مساحت دارد ۶۶۰ متر بالاتر از سطح دریا واقع شده‌است.